# Flamen Divi Iulii

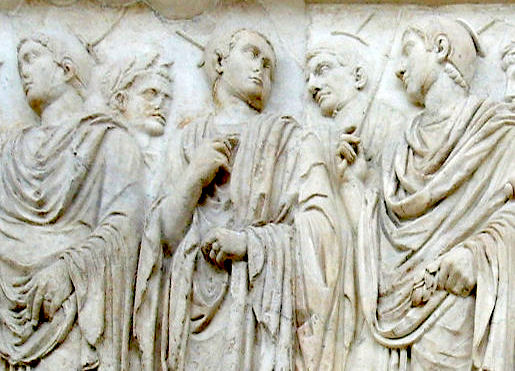
Flamines maiores und flamen Divi Iulii auf einem Relief der Ara Pacis.

Der flamen Divi Iulii war in der religio Romana der Priester des Gottes Divus Iulius. Er war der vierte und einflussreichste der großen Flamines, der sogenannten flamines maiores. Nach zwei Jahren der inoffiziellen Verehrung des zum Gott erhobenen Gaius Iulius Caesar wurde das neue Priesteramt mit der offiziellen consecratio des Divus Iulius im Jahr 42 v. Chr. eingeführt, jedoch erst im Oktober 40 v. Chr. das erste Mal besetzt.

## Entstehung des Amtes
Die Einführung des Priesteramtes wurde zusammen mit der Apotheose Caesars und seinem Kultnamen vom Senat zu Beginn des Jahres 44 v. Chr. beschlossen und Marcus Antonius als der erste Amtsinhaber designiert. Die ursprünglichen Gründe für die Schaffung eines neuen flamen maior liegen in der frühen römischen Geschichte, als König Numa für den Gott Quirinus, der später mit Romulus identifiziert werden sollte, den dritten großen Flamen ins Leben rief, den flamen Quirinalis. Da Caesar häufig mit Romulus identifiziert und verglichen worden war, sah er Numas Theopolitik als Präzedenzfall, um für die Zeit nach seiner geplanten Apotheose einen eigenen, vierten flamen maior einzuführen.
In seiner Funktion als pontifex maximus wählte Caesar selbst mit dem Ritual der captio Antonius für das Priesteramt aus. Seinen Neffen Gaius Octavius, den späteren Kaiser Augustus, konnte er nicht designieren, da er ihn als seinen politischen Erben vorgesehen hatte. Antonius war dagegen über seine Mutter Iulia direkt mit Caesar verwandt. Darüber hinaus war er seit 50 v. Chr. Augur und nun auch magister der neugeschaffenen luperci Iulii. Er hatte seit 47 v. Chr. kein politisches Amt mehr besessen, als er 44 v. Chr. mit Caesar zusammen Konsul wurde. Darüber hinaus war Antonius ein enger Vertrauter Caesars. Jedoch konnte Antonius nach der captio nicht inaugurieren, da er Plebejer und somit auch nicht nach dem Ritus der confarreatio verheiratet war. Aufgrund der lex Cassia aus dem Jahr 45 v. Chr. hatte Caesar jedoch das Recht, ihn zu einem Patrizier zu machen. Er konnte deshalb sowohl Antonius als auch Gaius Octavius in den Patrizierstand erheben. 
Die Tatsache, dass Antonius’ Eltern ihre Ehe nicht mit dem Ritual der confarreatio geschlossen hatten, wurde in diesem Fall offensichtlich ignoriert. Trotzdem konnte Antonius zunächst nicht inaugurieren, da er selbst ebenfalls nicht nach dem alten Ritus verheiratet war, was einige Caesargegner zu boshaften Bemerkungen veranlasste und Octavianus in Zugzwang brachte. Erst nach dem Frieden von Brundisium im Oktober 40 v. Chr. konnte Antonius schließlich auf Gesuch Octavians als flamen Divi Iulii inaugurieren. Zu diesem Zeitpunkt war seine plebejische Frau Fulvia gestorben, und seine neue Ehefrau, die Patrizierin Octavia, war ihm nach dem Ritus der confarreatio angetraut worden.

## Attribute des Priesteramtes
Obwohl die Schaffung des flamen Quirinalis als Präzedenzfall für das neue Priesteramt galt, war das Vorbild am ehesten noch der flamen Dialis, der Priester des Jupiter. Weinstock (1971) nimmt an, dass dem Priester des Divus Iulius ohne Einschränkung dieselben Privilegien wie dem flamen Dialis gewährt wurden, darunter das politische Recht eines Magistrats, d. h. die Gewährung einer sella curulis, einen Sitz im Senat, die Zuteilung eines Liktors sowie das Recht, zu jeder Zeit die toga praetexta zu tragen. Allerdings galten für den flamen Divi Iulii nicht die archaischen und lähmenden Restriktionen wie für den Priester des Jupiter. Somit gelang es Caesar, ein modernes und einzigartiges sowie politisch und religiös höchst einflussreiches Priesteramt in Rom zu schaffen, das weit über den flamen Dialis hinausging. Die Tabula Hebana (1,50) erwähnt Germanicus, den ersten flamen divorum des Kaiserkultes, den sog. flamen Augustalis, und impliziert die Aufhebung aller priesterlichen Einschränkungen, die noch zu Zeiten der Republik für einen Priester wie den flamen Dialis hätten gelten müssen. Also fungierte als Modell für den ersten Priester des Divus Augustus unter Tiberius entweder das Amt des flamen Divi Iulii oder das kurz zuvor wieder aktivierte Amt des flamen Dialis. Letzteres ist jedoch sehr unwahrscheinlich, da zu diesem Zeitpunkt der Kult des Divus Iulius unter Augustus fest als Staats- und Provinzialreligion und damit auch als Leitbild für den neuen Kaiserkult verankert war.
Ein besonderer Grund für eine derartige Ausformung des neuen Priesteramtes wird die Tatsache gewesen sein, dass das Amt des flamen Dialis zum einen seit 87 v. Chr. vakant war und zum anderen schon zuvor nur noch eine leere, lediglich dekorative Hülle gewesen war. Es ist wahrscheinlich, dass Caesar das Amt des flamen Dialis inoffiziell als nicht inaugurierter destinatus geführt hat und somit auf die Restriktionen und Tabus des Amtes keine Rücksicht nehmen musste. Aufgrund des offiziellen priesterlichen Vakuums wird für Caesar in seiner Rolle als pontifex maximus jedoch Handlungsbedarf bestanden haben, wenigstens für den Divus Iulius, den „neuen Jupiter“ und höchsten Staatsgott, einen neuen flamen maior nach Maßgabe aller bisherigen flamines maiores zu schaffen, der somit auch die wichtigsten Privilegien und Befugnisse des flamen Dialis übernahm, eines Amtes, das zu Zeiten von Caesars Apotheose als nahezu ausgestorben galt.
Der flamen Divi Iulii trug neben dem obligatorischen apex auch den römischen Eichenkranz als Zeichen seiner Amtswürde. Die corona erbte der Flamen von Caesar selbst, der als Retter und Beschützer Roms den Titel parens patriae („Vater des Vaterlandes“) verliehen bekommen hatte. Hiermit zusammen hängt das von Caesar neu eingeführte Recht auf Asyl eines jeden Bürgers in Not: Ursprünglich wohl schon für den Tempel der clementia Caesaris geplant, wurde das Zufluchtsrecht auf alle Tempel, Altäre und Statuen des Divus Iulius ausgeweitet. Hierzu gehörte ebenfalls der Schutz durch den flamen Divi Iulii.

## Amtsinhaber und Verbreitung des Flaminats
Nach Marcus Antonius sind für den stadtrömischen Kult des Divus Iulius lediglich zwei flamines Divi Iulii bekannt, Sextus Appuleius, Augustus’ Schwager oder Neffe, und Decimus Iunius Silanus Torquatus, der ebenfalls mit der kaiserlichen Familie verwandt war. Für die Provinzen ist die Quellenlage weitaus ergiebiger: auch hier waren die Priester des Divus Iulius angesehene römische Bürger. In den Jahren nach Caesars Tod wurde das Flaminat des Divus Iulius im gesamten Reich verbreitet, v. a. auch in den caesarischen und augusteischen Kolonien.